# Ance
Ance foi uma antiga comuna francesa na região administrativa da Nova Aquitânia, no departamento dos Pirenéus Atlânticos. Estendia-se por uma área de 10,27 km². 
Em 1 de janeiro de 2017, passou a formar parte da nova comuna de Ance Féas.